# Хабиб Нурмагомедов
Хабиб Абдулманапович Нурмагомедов (рус. Хаби́б Абдулмана́пович Нурмагоме́дов; Силди, 20. септембра 1988) је бивши руски непоражени ММА борац аварског поријекла. Вишеструки свјетски шампион у самбо борбама и носилац црног појаса у џудоу. Такмичио се у лакој категорији у УФЦ-у, где је био шампион од 2018. до 2020, када је након победе над Џастином Гејџијем оставио појас због смрти свог оца Абдалумнап Нурмагомедова који му је такође био и тренер. Држи најдужи низ мечева без пораза у ММА, са 29 побједа. Од маја 2013. налази се на 9. мјесту ранг листе бораца у лакој категорији, према избору ММАвиклија.

## Биографија
Нурмагомедов је рођен у Совјетском Савезу, у селу Силде у данашњем Дагестану, у Русији. Још у дјетињству је почео да се бави рвањем под утицајем оца. Његов отац је имао црни појас у џудоу и такође је био првак Украјине у самбу.
Након средње школе, уписао је студије економије на Државном универзитету Министарства финансија у Махачкали. Оженио се у мају 2013. године, а по вјероисповјести је муслиман. Има двоје дјеце, ћерку и сина.

## ММА каријера
Професионални ММА деби је имао септембра 2008. и до данас је непоражен. Тренира у Америчкој кик-бокс академији у Сан Хозеу. 
Нурмагомедов је са УФЦ-ом потписао уговор на шест борби. У досадашњих пет борби није изгубио ни једну рунду.
Нурмагомедов је 6. октобра 2018. у Лас Вегасу истукао Конора Макгрегора и одбранио наслов првака свијета у лакој категорији на УФЦ229.